# Рудий Іван Тарасович
І́ван Тара́сович Рудий (нар. 11 березня 1988, Київ) — український державний та політичний діяч, колишній військовослужбовець, учасник російсько-української війни. Голова української Комісії з регулювання азартних ігор та лотерей. Капітан національної збірної України «Ігри нескорених».

## Життєпис
Закінчив київську гімназію № 109 і Київський гуманітарний інститут. Проходив строкову військову службу в Новоросійсько-Київському полку Президента України. Має досвід роботи у сфері менеджменту, міжнародних відносин та фінансів, працював менеджером тв-проєктів, лінійним продюсером на телеканалі СТБ, ТОВ «StarLight Entertainment». Був заступником начальника патронатної служби міністра у Міністерстві у справах ветеранів України.

### Російсько-українська війна
З початком російсько-української війни на Сході України прийшов до війська, став командиром взводу. У серпні 2014 року Рудий зазнав важкого поранення, потрапивши під ворожий обстріл, після чого лікувався в харківському шпиталі. Рудий був секретарем Консультативної ради у справах ветеранів війни, сімей полеглих захисників України.

### Спорт
Після госпіталю витратив кілька років на реабілітацію, після чого взяв участь у змаганнях ветеранів «Ігри нескорених» у велоспорті й пауерліфтингу. Згодом став капітаном української збірної «Invictus Games» 2020—2022.

### Комісія з азартних ігор
З 30 жовтня 2020 року є Головою української Комісії з регулювання азартних ігор та лотерей (UGLC), що займається питаннями легалізації, ліцензування та регулювання ринку азартних ігор в Україні. Членами комісії стали Олена Водолажко, Євген Гетьман, Олексій Ботезат, Христина Дутка-Гефко та Тетяна Кірієнко.

## Розслідування
У січні 2024 року НАЗК виявило у діях Рудого ознаки корупції на посаді керівника КРАІЛ. За даними слідства, він помстився керівниці апарату КРАІЛ, через що виніс на розгляд і проголосував за дисциплінарне провадження і відсторонення її від посади.
18 грудня 2024 року ДБР затримали Рудого за підозрами у пособництві державі-агресору та незаконному зберіганні наркотиків у великих розмірах без мети збуту (ст. 111-2 та ст. 309 ККУ). Під час обшуків у нього виявили значну кількість кокаїну. Суд вирішив взяти Рудого під варту до 4 лютого 2025 року без можливості застави.
За даними слідства, через дії Рудого, повʼязане з росіянами онлайн-казино Pin-Up, яке правоохоронці підозрюють у відмиванні російських грошей, змогло отримати українську ліцензію. А згодом Рудий умисно не вживав заходів, щоб анулювати її.
19 грудня 2024 року Печерський суд Києва заарештував Рудого без на заставу до 4 лютого 2025 року.

## Сім'я
Дружина — Руда Катерина Василівна, одружились в серпні 2018 року.